# Yánnis Ploútarchos
Yánnis Ploútarchos (en grec moderne : Γιάννης Πλούταρχος),  est né Ioánnis Kakoséos (en grec moderne : Ιωάννης Κακοσαίος), le 18 décembre 1970 
dans le petit village de Mavrógia à proximité d'Orchomène en Grèce. Chanteur, auteur-compositeur, il est considéré comme l'un des chanteurs de Laïkó, les plus populaires en Grèce. Ses premiers enregistrements sont sortis en 1998.

## Jeunesse
Yánnis Ploútarchos vient d'une famille pauvre qui a longtemps lutté pour joindre les deux bouts. Il commence à chanter à l'âge de six ans, alors que toute sa famille chantait tout en travaillant. Ses premières influences musicales viennent des chansons folkloriques populaires, les dimotika, mais aussi de la musique traditionnelle byzantine. Ploútarchos y vit jusqu'à l'âge de seize ans, période à laquelle il décide de s'installer à Athènes pour poursuivre son rêve de devenir chanteur. Il affirme à sa famille qu'il y part pour étudier la coiffure.
Une fois à Athènes, Yánnis Ploútarchos commence à travailler durant la journée dans un salon de coiffure tout en chantant la nuit dans des clubs. Il donne son premier concert dans un petit club de Korydallos. Déçu par les conditions qui prévalent dans l'industrie de la musique, il abandonne le chant à deux reprises et poursuit d'autres activités pour subvenir à ses besoins. Malgré ses déceptions précédentes, son amour de la musique le pousse à revenir et à peine deux ans après sa première représentation, il commence à apparaître au club Rodolfo suivi par des apparitions dans de grands clubs tels que Neraida, Fantasia et Tonel où il collabore avec des célébrités du Laïkó tels que Yánnis Poulópoulos, Ríta Sakellaríou, Thémis Adamantídis mais aussi des artistes du Laïkó moderne tels que Stelios Rokkos et Giorgos Mazonakis,. À cette époque, Yánnis Ploútarchos entre en contact avec Dimitris Ilias et Filippou Kardatzis qui croient en son talent et lui permettent d'entrer en relation avec son premier producteur, Giorgos Makrakis, qui lui inspire son nom de scène Ploútarchos.

## Carrière

### 1998-2004: Débuts et premiers succès
À la fin de 1998, Ploútarchos signe avec Minos EMI et sort, peu de temps après, son premier album intitulé Mono Esi (Rien que toi), qui est reçu avec un succès modéré. De cet album, la chanson Enas Theos (un dieu) devient un succès, toujours considéré comme une de ses chansons les plus populaires à ce jour.
Après son premier album, il fait un duo, avec la chanteuse Konstantina, intitulé I Kardia Mou Einai Zalismeni (Mon cœur est étourdi), sur son album Simeio Epafis, alors qu'il est également en vedette, dans un duo avec Stratos Dionysiou sur la chanson Orestiada dans son album Epivalletai. En 2000, il sort son deuxième album intitulé Ipirhan Orki (Il y avait des serments) qui obtient un certain succès. L'album devient disque d'or, ce qui catapulte la carrière de Ploútarchos vers de nouveaux sommets et aboutit finalement au statut de disque de platine. Un an plus tard, en 2001, il sort son troisième album intitulé Mikres Fotografies (petites photos), qui se vend à plus de 150 000 exemplaires. Celui-ci inclut un certain nombre de chansons qu'il a lui-même écrites. En 2002 à l'Arion Music Awards, Ploútarchos reçoit cinq récompenses : chanteur de l'année, meilleur chanteur de Laïko mais aussi celui d’album de l'année, meilleur album Laïko et meilleur vidéo-clip', pour son album Mikres Fotografies.
En 2002, il sort son quatrième album studio, intitulé Den Einai O Erotas ... Paidi tis Logikis (L'amour n'est pas ... un enfant de la logique) qui est ensuite réédité en 2003 avec l'ajout de titres bonus et d'un DVD. L'album est finalement certifié trois fois album de platine. En 2003, Ploútarchos sort son cinquième album studio : Paï Ligos Kairos (Il s'est passé peu de temps) qui est également certifié trois fois disque de platine. L'album est réédité en 2004 avec l'ajout d'une chanson bonus, une reprise de la chanson populaire An Thimitheis t'Oneiro Mou (Si tu te souviens de mon rêve) de Míkis Theodorákis. Dans le même temps, Ploútarchos bat des records pour ses apparitions en continu dans un lieu, au Club Poseidonio, dans le cadre d'une série de concerts durant une année entière sans interruption.

### 2005-2010: La poursuite du succès
En 2005, Ploútarchos entame sa première tournée mondiale, avec des spectacles à Toronto, Atlantic City, Boston, New York, Chicago, Melbourne, Sydney, Johannesburg et Nicosie. À son retour en Grèce, il sort son sixième album studio intitulé Ola Se Sena Ta Vrika (J'ai tout trouvé en toi), qui devient un succès commercial. L'album est finalement certifié double album de platine.
Le 18 septembre 2006, il sort son septième album studio intitulé Krimmena Mistika (Secrets cachés), qui se vend à  plus de 40 000 exemplaires et est certifié disque de platine dès la première semaine. L'album est également publié sous la forme d'une édition spéciale incluant un DVD en bonus, tandis que quelques jours plus tard, le 20 septembre, Ploútarchos commence les apparitions au club Kentro Athinon. L'album comporté également un duo avec Kostantina intitulé Ti biké anamesa mas (Qu'est-ce qui nous a séparés ?) qui est finalement certifié double disque de platine.
Une compilation intitulée Stigmes (Moments) suit en 2007, qui comprend six nouvelles chansons et un DVD bonus. L'album est finalement certifié album de platine, atteignant les 40 000 ventes. En octobre 2007, Ploútarchos entreprend une mini-tournée américaine à Toronto, New York, Montréal et Foxwoods. Lors de son retour en Grèce, Ploútarchos commence à apparaître dans une série de concerts au club de Kentro Athinon aux côtés d'Apostolia Zoi, Tamta et Giannis Vardis, le 25 octobre.
En juin 2008, Ploútarchos sort son album studio intitulé O, ti Gennietai Stin Psihi (Tout ce qui naît dans l'âme), qui est également certifié double album platine. Le 17 juillet, il débute les apparitions au club Politeia à Thessalonique. En décembre 2008, il apparaît au Rex Club. Quelques jours plus tard, le 22 décembre 2008 Ploútarchos donne un concert de charité pour les enfants handicapés au Rex Club. En mai 2009, Ploútarchos part en tournée en Australie pour effectuer deux concerts de charité à Sydney et Melbourne. Durant l'été, Ploútarchos en partenariat avec MAD Greekz, lance sa première grande tournée en Grèce. 
En octobre de la même année, Ploútarchos donne des concerts à Londres et à Chypre. Il continue en tournée et en janvier 2010, fait une tournée nord-américaine à Vancouver, Foxwoods, Montréal, Atlantic City, Chicago, Toronto et Sacramento.
Le 22 mars 2010, Ploútarchos sort son neuvième album studio intitulé Prosopika Dedomena (Données personnelles). 
L'album sort chez les disquaires et en kiosque et est rapidement épuisé, forçant son label à rééditer l'album. Il est finalement certifié six albums platine. En avril de la même année, il commence à apparaître au club de l'ACRO, tandis que pour la saison d'hiver 2010-2011, il commence à jouer au club de CosmoStage.

### 2011-présent: Nouveau label et projets
En décembre 2010, Ploútarchos quitte son label de longue date, Minos EMI, et signe avec Heaven Music. Peu de temps après, il annonce un projet commun avec le célèbre chanteur italien Albano Carrisi. Le 24 janvier 2011, le premier single intitulé Me Mia Matia/Felicita (Avec un regard/Bonheur) est diffusé sur les stations de radio, alternant des paroles grecques et italiennes.
Le 6 février 2011, Ploútarchos publie, en Grèce, un album en commun avec Albano Carrisi intitulé Dio Fones Mia-Psihi (Deux voix-une âme), avec le journal Proto Thema. Proto Thema vend plus de 160 000 exemplaires en quelques heures. Une nouvelle édition suit le 7 février 2011, avec en bonus, deux chansons. Le 17 février 2011 Ploútarchos participe au festival de Sanremo aux côtés d'Albano Carrisi et de la chanteuse lyrique-soprano grecque Dimitra Theodossiou. Le trio interprète un chœur intitulé Va, pensiero issu de l'opéra Nabucco écrit par Giuseppe Verdi. Ploútarchos est le premier Grec à être accueilli au Festival de San Remo. Le 22 novembre 2011, Ploútarchos sort son onzième album studio intitulé I Dinami Tou Erota (La force de l'amour). Il participe bénévolement en avril 2013 au spectacle musical donné à Athènes à partir du livre de Ménélas Loudémis, Un enfant compte les étoiles. Le 7 juillet 2014, Ploútarchos est annoncé en concert avec la chanteuse Konstantina, au théâtre Katrakis à Nikaia .

## Vie personnelle
Ploútarchos est marié à Maria Kakossaiou. Ils ont cinq enfants ensemble : Catherine, George, Eleonora, Panagiota et Constantin. Dans un entretien accordé au journal To Vima (en grec Το Βήμα), en avril 2013, il se montre très désireux d'assurer une bonne éducation à ses enfants, au point de déclarer : « Peu importe si demain je cesse d'exister en tant qu'artiste, il me suffit d'avoir assuré l'existence de ma famille », cette famille qu'il place en premier dans la hiérarchie de ses valeurs, devant le travail, la sincérité dans les rapports avec ses semblables, et la foi en Dieu. Ploútarchos se distingue par sa modestie malgré son succès. Il déclare qu'il respecte et apprécie ses fans et tente de maîtriser son image car il croit que chaque artiste doit être un modèle pour ses fans et plus particulièrement pour les jeunes fans.

## Discographie

### Albums studio
| 1998 | Mono Esi (en)                          | Minos-EMI    | –            |
| 2000 | Ipirhan Orki (en)                      | Minos-EMI    | Platinum     |
| 2001 | Mikres Fotografies (en)                | Minos-EMI    | 3x Platinum  |
| 2002 | Den Einai O Erotas...Paidi Tis Logikis | Minos-EMI    | 3x Platinum  |
| 2003 | Pai Ligos Kairos (en)                  | Minos-EMI    | 3x Platinum  |
| 2005 | Ola Se Sena Ta Vrika (en)              | Minos-EMI    | 2x Platinum  |
| 2006 | Krimmena Mistika (en)                  | Minos-EMI    | 2x Platinum  |
| 2008 | O,ti Genniete Stin Psihi               | Minos-EMI    | 2x Platinum  |
| 2010 | Prosopika Dedomena                     | Minos-EMI    | 6x Platinum  |
| 2011 | Dio Fones – Mia Psihi                  | Heaven Music | 15x Platinum |
| 2011 | I Dinami Tou Erota                     | Heaven Music | 2x Platinum  |
| 2013 | Kato Apo Ton Idio Ilio                 | Heaven Music | 2x Platinum  |
| 2014 | O Anthropos Sou                        | Minos-EMI    | x Platinum   |
| 2015 | Thema Hronou                           | Heaven Music | 2x Platinum  |

### Singles
| Année | Titre                                      | Label        |
| ----- | ------------------------------------------ | ------------ |
| 2011  | 24 Ores                                    | Heaven Music |
| 2014  | Kata T' Alla Kala                          | Minos-EMI    |
| 2014  | Narkopedio I Zoi Mou                       | Minos-EMI    |
| 2016  | Oso Tha Lipis (Kings & Yánnis Ploútarchos) | Minos-EMI    |

### Compilation
| Année | Titre | Certification |      |         |          |
| ----- | ----- | ------------- | ---- | ------- | -------- |
| Année | Titre | Certification | 2007 | Stigmes | Platinum |

## Sources
- (en) Cet article est partiellement ou en totalité issu de l’article de Wikipédia en anglais intitulé « Giannis Ploutarhos » (voir la liste des auteurs).

- (el) Cet article est partiellement ou en totalité issu de l’article de Wikipédia en grec moderne intitulé « Γιάννης Πλούταρχος » (voir la liste des auteurs).
- (el) Biographie